# 나덕환
나덕환(羅德煥, 1904년 4월 17일 ~ 1971년 2월 21일)은 대한민국의 독립운동가이다.

## 생애
본관은 나주(羅州), 아명(兒名)은 나향욱(羅響煜), 나재진(羅載鎭)이며 호(號)는 산남(山南)이다.
1919년 삼월 독립 만세 운동에 참가하여 가담하였으며 1939년 기독교 목사 시절 항일 독립운동에 가담하다가 결국 일경에 체포되어 징역 2년형을 선고받고 1941년에 만기 출감하였다.